# Lagen om skydd för landskapsinformation
Lagen om skydd för landskapsinformation (1993:1742) var en svensk lag som reglerade framställning, spridning och viss lagring av landskapsinformation.  Det kan till exempel vara sjömätning, flygfotografering, spridning av kartor i en större skala än 1:100 000, spridning av flygfoton eller lagring i geografiska databaser.
Lagen upphävdes 1 maj 2016 och ersattes av lagen (2016:319) om skydd för geografisk information.
Landskapsinformation definieras i lagen som "lägesbestämd information om förhållanden på och under markytan samt på och under sjö- och havsbottnen".

## Krav på tillstånd

### Framställning

#### Sjömätning
Inom svenskt territorium får inte sjömätning göras utan tillstånd längs och utanför Sveriges kuster.  Däremot får sjömätning göras i hamnar, kanaler och insjöar.

#### Flygfotografering och liknande
I tider med höjd beredskap får fotografering eller liknande från luftfartyg inte genomföras i eller av restriktionsområden utan tillstånd.  I händelse av krig eller krigsfara i eller nära Sverige kan restriktionsområdena utökas.  De kan även utökas tillfälligt, dock högst två veckor.
Ett luftfartygs befälhavare ansvarar för att ingen fotografering sker i eller av restriktionsområden vid höjd beredskap.

#### Databaser
Databaser med landskapsinformation över svenskt territorium får inte upprättas utan tillstånd.  
Tillstånd krävs dock inte för databaser som framställts enbart med material som inte behöver spridningstillstånd.

### Spridning
Tillstånd krävs för att få sprida:
- Kartor med större skala än 1:100 000
- Bilder och liknande från luftfartyg
- Andra sammanställningar av landskapsinformation

Inget tillstånd krävs för att få sprida:
- Kartor med en skala på 1:100 000 eller mindre
- Kartor och flygbilder producerade före år 1900
- Bilder och liknande som framställts enbart med satelliter.

## Påföljd
Den som oavsiktligt eller avsiktligt bryter mot lagen om skydd för landskapsinformation döms till böter eller fängelse i högst ett år.  Lagen har dock en skrivning om att det i ringa fall inte döms till ansvar.

## Förordningen om skydd för landskapsinformation
Förordningen (1993:1745) om skydd för landskapsinformation kompletterade lagen med regleringar av vilka myndigheter som kan ge de tillstånd som krävs för olika former av framställning och spridning av landskapsinformation samt även vilka myndigheter som är undantagna från de olika kraven på tillstånd.
I och med att lagen om skydd för landskapsinformation upphävdes 1 maj 2016 och ersattes av lagen om skydd för geografisk information så ersattes förordningen om skydd för landskapsinformation av förordningen (2016:320) om skydd för geografisk information.

### Tillståndsgivning
Tillstånd ges om innehållet inte kan antas skada totalförsvaret.
| Myndighet      | Framställning     | Framställning | Framställning | Spridning  | Spridning | Spridning | Spridning |
| Myndighet      | Flygfotografering | Sjömätning    | Databaser     | Flygbilder | Sjökort   | Kartor    | Annat     |
| -------------- | ----------------- | ------------- | ------------- | ---------- | --------- | --------- | --------- |
| Försvarsmakten | 1                 | 2             |               | 4          |           |           |           |
| Sjöfartsverket |                   |               |               |            | X         |           |           |
| Lantmäteriet   |                   |               | 3             |            |           | 5         | X         |

1. Tillstånd behövs endast under höjd beredskap och för flygfotografering och liknande över eller av restriktionsområden.
2. Tillstånd behövs ej för sjömätning av insjöar, vattendrag och kanaler.
3. Lantmäteriet kan ge kommuner, myndigheter, företag och enskilda undantag från krav på tillstånd för upprättande av databas och kan även ge undantag för viss information eller vissa geografiska områden.
4. Tillstånd behövs ej för spridning av flygbilder framställda före år 1900.
5. Tillstånd för spridning behövs ej för kartor med en större skala än 1:100 000 eller för kartor framställda före år 1900.

### Myndigheter undantagna från tillståndskrav
Vissa myndigheter är undantagna från krav på tillstånd för framställning och spridning av landskapsinformation:
| Myndighet                                         | Framställning | Framställning     | Framställning | Spridning |
| Myndighet                                         | Sjömätning    | Flygfotografering | Databaser     | Spridning |
| ------------------------------------------------- | ------------- | ----------------- | ------------- | --------- |
| Försvarsmakten                                    | Ja            | Ja                | Ja            | Ja        |
| Sjöfartsverket                                    | Ja            | Ja                | Ja            | Ja        |
| Lantmäteriet                                      | Nej           | Ja                | Ja            | Ja        |
| Sveriges geologiska undersökning                  | Ja            | Ja                | Ja            | Nej       |
| Sveriges meteorologiska och hydrologiska institut | Nej           | Ja                | Ja            | Nej       |
| Kustbevakningen                                   | Nej           | Ja                | Nej           | Nej       |
| Rikspolisstyrelsen och polismyndigheterna         | Nej           | Ja                | Nej           | Nej       |

## Fotnoter
1. ↑  2 § lagen (1993:1742) om skydd för landskapsinformation.
2. ↑  4 § lagen (1993:1742) om skydd för landskapsinformation, 1 kap. 3 § luftfartslagen (1957:297), 2–5 §§ luftfartsförordningen (1986:171) och förordningen (2005:801) om restriktioner för luftfart inom vissa områden.
3. ↑  Se andra stycket i 8-10 §§ (1993:1742), men även 11-12 §.
4. ↑  Kontaktinformation till de tillståndsgivande myndigheterna fanns tidigare i Kartplan. Se . "ISSN 0280-5731 Kartplan 2009". Lantmäteriet, SGU, SMHI och Sjöfartsverket. sid 167.  Läst 9 dec 2009.